# Kansas (film)
A Kansas egy 1988-ban bemutatott amerikai bűnügyi filmdráma, Matt Dillon és Andrew McCarthy főszereplésével.

## Cselekmény
Wade Corey (Andrew McCarthy) egy barátja esküvőjére tart New Yorkba, amikor autója kigyullad Utahban, és ő otthagyja az úton. Más választása nem marad, mint potyautasként felszállni egy tehervonatra, ahol Doyle Kennedy (Matt Dillon) felhúzza egy mozgó tehervagonra. Doyle mesél Wade-nek magáról, és meggyőzi, hogy kísérje el egy kansasi kisvárosba, ahol Wade segítséget kaphat, és részt vehetnek egy helyi fesztiválon.
Amit Wade nem tud, hamarosan kiderül: Doyle azt tervezi, hogy a fesztivál alatt kirabolja a helyi bankot. A két férfi bemegy a bankba, és mielőtt Wade felfogná, mi történik, egy fegyver mered rá; Doyle a segítségét követeli. Miközben felrobbantja a bankot, leüti a biztonsági őrt, és megkötözi a banktisztviselőt, Wade egy zsákba gyömöszöli a pénzt, ám senki sem látja a rablásban való részvételét. Miközben megpróbálnak elmenekülni, a páros szétválik. Wade sikeresen elrejtőzik a pénzzel, míg Doyle ellen hajtóvadászat indul.
Miközben a rablás zajlik, a kormányzó – aki beszédet mondott a fesztiválon – hazaküldi a lányát egy kísérővel, miután hőgutát szenved. Defektet kapnak egy régi acélhíd mellett, ahol – nagy izgalomban – Wade éppen a pénzzel bujkál. Egy lelkes rendőr autóban száguld végig az úton a rablók üldözése közben, de nem veszi észre a kormányzó autóját, nekiütközik, és a lánnyal együtt a folyóba zuhan. Wade-et lelkiismerete kéneyszeríti, hogy segítsen, leugrik a hídról, és kihúzza a lányt, megmentve a vízbfulladástól. 
Nordquist, egy helyi riporter (Alan Toy), készített egy fotót a rablás pillanatáról, de a képen nem látszik tisztán Wade arca, s befut az erdőbe, hogy elkerülje az azonosítását.
Mivel el kell rejtőznie, Wade munkát vállal egy helyi farmon, ahol romantikus érdeklődést mutat a farm tulajdonosának lánya, Lori (Leslie Hope) iránt, bár a nőnek van barátja. Doyle számos cselszövést követ el, hogy a környéken maradhasson; nem akar túl nagy nyilvánosságot kapni, de eltökélt szándéka, hogy megtalálja Wade-et és a pénzt. Végül egy városon áthaladó karneválon vállal játékszervezői munkát, ahol végre meglátja Wade-et.
A két férfi megegyezik, hogy másnap este találkoznak, és elosztják a pénzt, bár Wade hazudik annak pontos hollétéről. Wade lekésik a találkozót, mert elveszíti az időérzékét, miközben szexel Lorival. Doyle a hídnál keresi a pénzt, de nem találja.
Doyle Wade-re vadászik a farmon, ahol dolgozik. Wade beleegyezik, hogy odaadja Doyle-nak a pénzt, de azt mondja, hogy most egyenlő arányban kéri elosztani a pénzt a Doyle által felajánlott egyharmad helyett. Doyle beleegyezik, és felgyújtja a pajtát, hogy Wade-et rákényszerítse az új találkozójukra. A tűz felkelti a helyi hírportálok és Nordquistot, a riporter figyelmét, aki az „Ismeretlen Hős” fotóját készítette. Meglátja és felismeri Wade-et, miközben az egész város hősként ünnepli. Mialatt a város nagy ünnepséget készít Wade tiszteletére, Doyle felhívja és megfenyegeti, mondván, hogy jobb, ha megjelenik a következő találkozójukon. Wade egyre bűnösebbnek érzi magát a rablásban játszott szerepe miatt, és aggódik amiatt, hogy mit tehet Doyle a farmon tartózkodókkal. Bevallja Lorinak a rablásban való részvételét. A lány hisz neki, amikor elmondja, hogy Doyle kényszerítette, és úgy véli, hogy mások is hinni fognak neki.
Doyle betör Nordquist házába, aki miután felismerte Wade-et, megírta a róla szóló történetet, miszerint hős. Doyle elmondja neki, hogy Wade részt vett a rablásban, és az összes pénzzel elszökött. Nordquist nem hisz Doyle-nak, de miután átnézi a általa készített képeket, felfedez egy közös fotót Wade-ről és Doyle-ról a fesztiválon, közvetlenül a bankrablás előtt. Elkezd írni egy történetet, amely leleplezi Wade részvételét a rablásban.
Wade a tervek szerint találkozik Doyle-lal, és a páros a hídhoz megy, hogy visszaszerezze a pénzt. Doyle feldühödik, amikor rájön, hogy Wade hazudott neki a pénz valódi hollétéről, és odamegy, hogy lelője. Wade félrelüti a fegyvert, és a két férfi összeverekszik. Végül Wade megszerzi a fegyvert, és Doyle-ra szegezi, miközben az összes pénzzel teli zsákot szedi össze. Doyle arra biztatja Wade-et, hogy lője le, de ehelyett a folyóba dobja a fegyvert, hagyva, hogy Doyle az összes pénzzel elmenjen. Ő pedig visszatér a ranchra.
Doyle-t a rendőrség azonosítja a helyi benzinkútnál elkövetett bankrablóként, miközben menekül. Miután elhajt, rájön, hogy a rendőrök blokádot alakítottak ki, és kénytelen megfordulni az út közepén. Doyle-t további rendőrautók várják, amelyek elállják az út másik végét is, mégis feléjük megy, akik az autóra lőnek. Úgy dönt, hagyja, hogy megöljék, s az autó, miután többször is lövéseket kap, felborul, és az út szélén landol. Doyle csúfolt véresen mászik ki az autóból, és meghal.
A város ünnepségének részeként Wade egy érmet kap a kormányzótól bátorságáért. Épp amikor a ceremónia elkezdődik, Lori apja lefújja azt, mondván a kormányzónak, hogy Wade nem jön – együtt szöktek el Lorival. A riporter, Nordquist is jelen van az ünnepségen, és megtudja ezt, miközben mindenki távozik, egy tiszt közli vele, hogy Doyle-t elfogták és megölték. A tiszt elmondja neki, hogy Doyle-nál volt az összes pénzt, amit a bankból rabolt. Miután a tiszt elmegy, Nordquist előhúzza a kabátjából a cikk vázlatát, amely felfedi Wade részvételét a rablásban. Mosolyogva széttépi, most már tudja, hogy Wade ártatlan.
Lori elviszi Wade-et a vasúti sínekhez, hogy hazatérhessen, és megvitatják románcuk lehetőségét. A lány azt mondja neki, hogy ez a kapcsolat nem működhet, ha a férfinek állandóan el kell mennie. Elhalad egy vonat, és Wade felugrik rá, búcsút intve Lorinak, ám rájön, hogy nem hagyhatja ott, és leugrik a vonatról. Lori odarohan Wade-hez, és összecsókolóznak.

## Szereplők
- Matt Dillon – Doyle Kennedy
- Andrew McCarthy – Wade Corey
- Leslie Hope – Lori Bayles
- Kyra Sedgwick – Drifter prosti
- Arlen Dean Snyder – George Bayles
- Alan Toy – Nelson Nordquist
- Harry Northup – kormányzó
- Andy Romano – Fleener
- Brent Jennings – "Buckshot"
- Brynn Thayer – Connie
- Clint Allen – Ted
- Bret Pearson – Alvin
- Joseph R. Scrivo – Rodríguez
- Ken Boehr – Ferson
- T. Max Graham – Mr. Kennedy
- Mimi Wickliff – Mrs. Bayles
- Louis Giambalvo – őrmester

## Forgatás
Spencer Eastman forgatókönyvíró még soha nem járt Kansasben, amikor a forgatókönyvet 1984-ben George Litto megrendelte tőle. 
A forgatás Kansas államban, Lawrence-ben zajlott 1987 októberében. A búzaaratási felvételeket Észak-Dakotában készítették. Valley Falls városában is forgattak jeleneteket. 
„Közben lógtam Kansas néhány lepukkant bárjában, beszélgettem az ottani emberekkel” – mondta Dillon, hozzátéve, hogy a film „Amerikáról, Amerika szívéről szól. Ezt a filmet Kansasben forgatjuk. És erről szól ez a film. Az emberek azt fogják mondani nekem: »Hallottam, hogy ez a film Kansast gúnyolja ki«. Istenem, remélem, nem, mert akkor engem fognak kigúmyolni.” 
„Ez… más” – mondta McCarthy. „Szép hely egy kis időre elbújni. Nem akarok összepakolni és ideköltözni, de tíz hétig rendben van.” 
Egy helyi lakos azt mondta a filmről: „mindannyian úgy nézünk ki, mint a buzik, egyenesen a »Préri kis háza« című filmből.” 

## Fogadtatása
A Rotten Tomatoeson a film 11 kritika alapján 18%-os értékeléssel rendelkezik, az átlagos értékelés 3,8/10. A Metacriticen a film 8 kritikus véleménye alapján 35 pontot kapott a 100-ból, ami „általánosságban kedvezőtlen” kritikákat jelez.
Roger Ebert és Gene Siskel is leszólták a filmet, mondván, hogy a cselekmény Horatio Alger regényeiből származik. A Hollywood Video szerint a film egyenetlen, bár Matt Dillon alakítása jó kritikákat kapott.
Spencer Eastman forgatókönyvírót 1987 októberében diagnosztizálták halálos tüdőrákkal, és hat hónappal később meg is halt.

## Fordítás
- Ez a szócikk részben vagy egészben  a   Kansas (film) című angol Wikipédia-szócikk fordításán alapul.  Az eredeti cikk szerkesztőit annak laptörténete sorolja fel. Ez a jelzés csupán a megfogalmazás eredetét és a szerzői jogokat jelzi, nem szolgál a cikkben szereplő információk forrásmegjelöléseként.